# 타티야나 니콜라예브나 여대공
타티야나 니콜라에브나 로마노바 여대공(러시아어: Великая Княжна Татьяна Николаевна Романова, 1897년 6월 10일 ~ 1918년 7월 17일)는 로마노프 황족으로, 러시아 제국의 마지막 황제 니콜라이 2세와 알렉산드라 표도로브나 황후의 차녀이다.
타티야나는 그녀의 언니 올가처럼 총명한 황녀였으며 뜨개질과 피아노 연주, 그리고 시를 좋아했다. 
그녀는 키가 175cm로서 키가 매우 컸으며, 적갈색 머리의 미인으로, 그 시대에 그녀는 사람들에게 차르의 딸들 중 가장 아름답고 조각 같다고 알려져 있었다. 또한 타티야나가 이토록 빼어난 미모를 지니고 있었기 때문에 유럽의 왕가에서는 서로 타티야나를 차지하려 했으며 이 때문에 니콜라이 2세의 딸들 중에 가장 혼담이 많았으며 궁중 무도회에서도 제정 러시아의 귀족들이 서로 타티야나를 차치하려고 쟁탈전을 벌이기까지 했다.
1913년에 그녀는 깨끗하지 못한 물로 만들어진 오렌지 음료를 마신 뒤에 장티푸스 열을 앓아 몇 주일 동안 생사를 넘나든 적도 있었다. 제1차 세계대전 때는 어머니, 언니 올가와 함께 적십자 간호사가 되어 부상병들을 돌봤다.
1918년 예카테린부르크에서 가족과 함께 볼셰비키에 의해 총살되었다. 소련 말기에 발견된 황제 일가의 유골들 중 한 구가 1998년 DNA 검사를 통해 타티야나의 것임이 확인되었고, 현재는 가족들과 함께 상트페테르부르크의 성당에 안장되었다. 2001년, 타티야나는 자신의 가족 및 다른 러시아 혁명시의 교회 순교자들과 함께 러시아 정교회에 의해 성녀로 시성되었다.

## 같이 보기
- 니콜라이 2세
- OTMA
- 그리고리 라스푸틴